# Patagioenas inornata
La torcaza boba o paloma boba (Patagioenas inornata), también conocida como  torcaza salvaje o torcaza cenicienta. es una especie de ave columbiforme de la familia Columbidae que habita en Cuba, Isla de la Juventud (Cuba), La Española, Isla Tortuga (Haití), Jamaica, Puerto Rico.  En Cuba es la mayor de las palomas y también la más amenazada. También se denomina Columba inornata.

## Hábitat
Prefiere las zonas cercanas a las costas, lugares con pastos y poco arbolados o bosques semicaducifolios abiertos. Se mantiene alejada de los bosques densos.

## Distribución en Cuba
Patagioenas inornata está restringida a zonas aisladas o protegidas que son reductos de una población mucho más numerosa en otras décadas. Está presente donde aún se conservan los hábitats de su preferencia en Guanahacabibes, la Ciénaga de Zapata, Cayos de San Felipe, Isla de la Juventud, Sierra de Najasa (provincia Camagüey) y zonas cercanas a la ciudad de Guantánamo.

## Descripción
Mide cerca de 38 cm de largo (algo menor la hembra). El macho tiene la cabeza, el dorso del cuello, el pecho, el abdomen superior y las grandes plumas cobertoras de las alas de color castaño violáceo claro. La espalda superior y la garganta son más claras y opacas. Las cobertoras menores y medias son de color gris parduzco. La espalda inferior, la rabadilla y el resto del abdomen son de color gris azulado claro que se aclara hacia los flancos. Las plumas remeras y la cola son grises. El pico es negruzco. El ojo tiene el iris blanco plomizo y la esclerótica rojiza. Las patas son rojizas. La hembra es similar pero más opaca. Los inmaduros son de un color gris parduzco predominante que es más claro en el abdomen y bajo la rabadilla. Se agrupan en bandos. Son poco ariscas y no se desbandan cuando se les dispara. Se alimentan de pequeños frutos y semillas.

## Nido
Anidan de abril a julio. Hacen un nido simple con ramillas secas y paja en ramas horizontales de árboles o sobre bromeliáceas epifitas. La puesta es de dos huevos blancos que miden 3,6 cm de largo por 2,8 cm de ancho.

## Ave amenazada
Patagioenas inornata es la paloma más rara en Cuba. Su población era mucho mayor a principios del siglo XX. Disminuyó porque es presa fácil de cazadores, por tener gran tamaño, lo que la hace fácil de ver, y por ser bastante mansa, con el atractivo de que tiene muy buena carne. Con el cuidado y la prohibición de caza, su número aumenta en el parque nacional Guanahacabibes del Sistema Nacional de Áreas Protegidas de Cuba.

## Subespecies
Se conocen tres subespecies de Patagioenas inornata:
- Patagioenas inornata exigua (Ridgway, 1915)
- Patagioenas inornata inornata (Vigors, 1827)
- Patagioenas inornata wetmorei (Peters,J. L., 1937)